# Strafklageverbrauch
Der Strafklageverbrauch ist eine der wesentlichen (negativen) Prozessvoraussetzungen im Strafprozess. Sinngemäß bedeutet er, dass niemand wegen einer Tat mehrmals abgeurteilt werden darf. Dies gilt sowohl für die Verurteilung als auch im Wesentlichen für den Freispruch. Weitere Begrifflichkeiten für den Strafklageverbrauch sind: materielle Rechtskraft, Doppelbestrafungsverbot und ne bis in idem.
Nach dem lateinischen Rechtsgrundsatz ne bis in idem gilt nämlich im deutschen Strafrecht ein Verbot der Doppelbestrafung wegen derselben prozessualen Tat, was sich unmittelbar aus dem verfassungsmäßigen „Prozessgrundrecht“ des Art. 103 Abs. 3 GG ergibt.

## Bedeutung
Wesentliche Bedeutung hat der Strafklageverbrauch bei der Bestimmung des Umfangs der Rechtskraft eines Urteils. Die Rechtskraft des Urteils bezieht sich dabei auf die prozessuale Tat als Prozessgegenstand, über den geurteilt wurde. Ist ein Urteil rechtskräftig geworden, steht einer erneuten Anklage des Täters wegen derselben Tat der Strafklageverbrauch als wesentliches Prozesshindernis entgegen.
Durchbrochen wird dieser Grundsatz allerdings durch die Möglichkeit einer Wiederaufnahme (§ 362 StPO). Neben den seit jeher enumerativ katalogisierend aufgezählten Voraussetzungen waren nach einer Novelle 2021 für ausgewählte Verbrechenstatbestände außerdem – allzumal im Falle eines Freispruches – ein Vorbringen neuer tatsächlicher Erkenntnisse genügend (s. § 362 Nr. 5 StPO). Diese Novelle wurde jedoch vom Bundesverfassungsgericht am 31. Oktober 2023 für verfassungswidrig und somit nichtig erklärt.
Strafklageverbrauch tritt auch durch Urteile von Gerichten innerhalb der europäischen Union ein, wie etwa im Fall von Klaus Bourquain, der 1961 durch ein französisches Gericht in Abwesenheit zum Tode verurteilt wurde, weswegen mehr als 40 Jahre später ein in Deutschland anhängiges Verfahren gegen ihn wegen Mordes eingestellt werden musste.

## Beispiele
Wird nach Anklageerhebung durch Gericht oder Staatsanwaltschaft gemäß § 153 Abs. 2 StPO eingestellt, liegt ein sog. beschränkter Strafklageverbrauch vor. Damit darf die Tat nicht mehr als Vergehen (weniger als ein Jahr Mindeststrafe) verfolgt werden, kann jedoch weiterhin als Verbrechen (Mindeststrafe ein Jahr) geahndet werden, sofern sich im Nachhinein Anhaltspunkte für das Vorliegen eines solchen ergeben sollten.
Der rechtskräftige Strafbefehl hat die gleiche strafklageverbrauchende Wirkung wie ein rechtskräftiges Urteil, § 410 Abs. 3 StPO.

### Negativbeispiel (Höchstrichterliche Rechtsprechung)
Findet die Polizei bei einer Verkehrskontrolle Betäubungsmittel im Fahrzeug und ist ein Drogentest beim Fahrer positiv, liegt sowohl ein Verstoß gegen das Betäubungsmittelgesetz als auch gegen § 316 StGB oder das Straßenverkehrsgesetz (§ 24a) vor.
Teilt die Staatsanwaltschaft die beiden Verfahren auf und der Täter wird wegen eines Verstoßes verurteilt, tritt für den anderen Verstoß kein Strafklageverbrauch ein.